# Diacyclops salisae
Diacyclops salisae – gatunek widłonoga z rodziny Cyclopidae. Nazwa naukowa gatunku została po raz pierwszy opublikowana w 2004 roku przez amerykańską biolog Janet W. Reid. Miejsce typowe znajduje się w Big Oaks National Wildlife Refuge w hrabstwie Jennings w amerykańskim stanie Indiana, w studni krasowej w zlewni strumienia Otter Creek.